# Format Gerber
El format Gerber és un tipus de codificació d'imatges 2D en format ASCII i de tipus obert (sense drets d'autor). El format Gerber és un estàndard molt emprat al sector electrònic per a definir els circuits impresos o PCB (capes de coure, capes de soldadura, capes d'informació textual...)
Tipus de format Gerber:
- Gerber X2
- Gerber estès o RS-274X
- Gerber estàndard o RS-274-D (ja està obsoleta)

Propietats:
- Codificació amb caràcters ASCII
- Descriu una estructura de 2 dimensions que és un circuit imprès o PCB

Programari de codi obert per a visualitzar arxius en format gerber : gerbv 

## Història
El format Gerber fou desenvolupat per l'empresa Gerber System Corp, fundada per Joseph Gerber. El format Gerber pertany actualment a la companyia Ucamco, però l'especificació es pot baixar lliurement.
El 1981 va aparèixer la primera versió anomenada RS-274-D per a la seva gama de fotoploters (impressora de llum sobre material fotosensible).
El 1998, Gerber System Corp va ser adquirida per Ucamco i es va editar la versió RS-274X amb un recull de millores degudes a l'evolució de les prestacions dels fotoploters.
EL 2012 hi va haver una gran revisió incloent millores en els avenços de la indústria electrònica de PCB. Es va anomenar Gerber X2 (compatible amb l'anterior RS-274X)

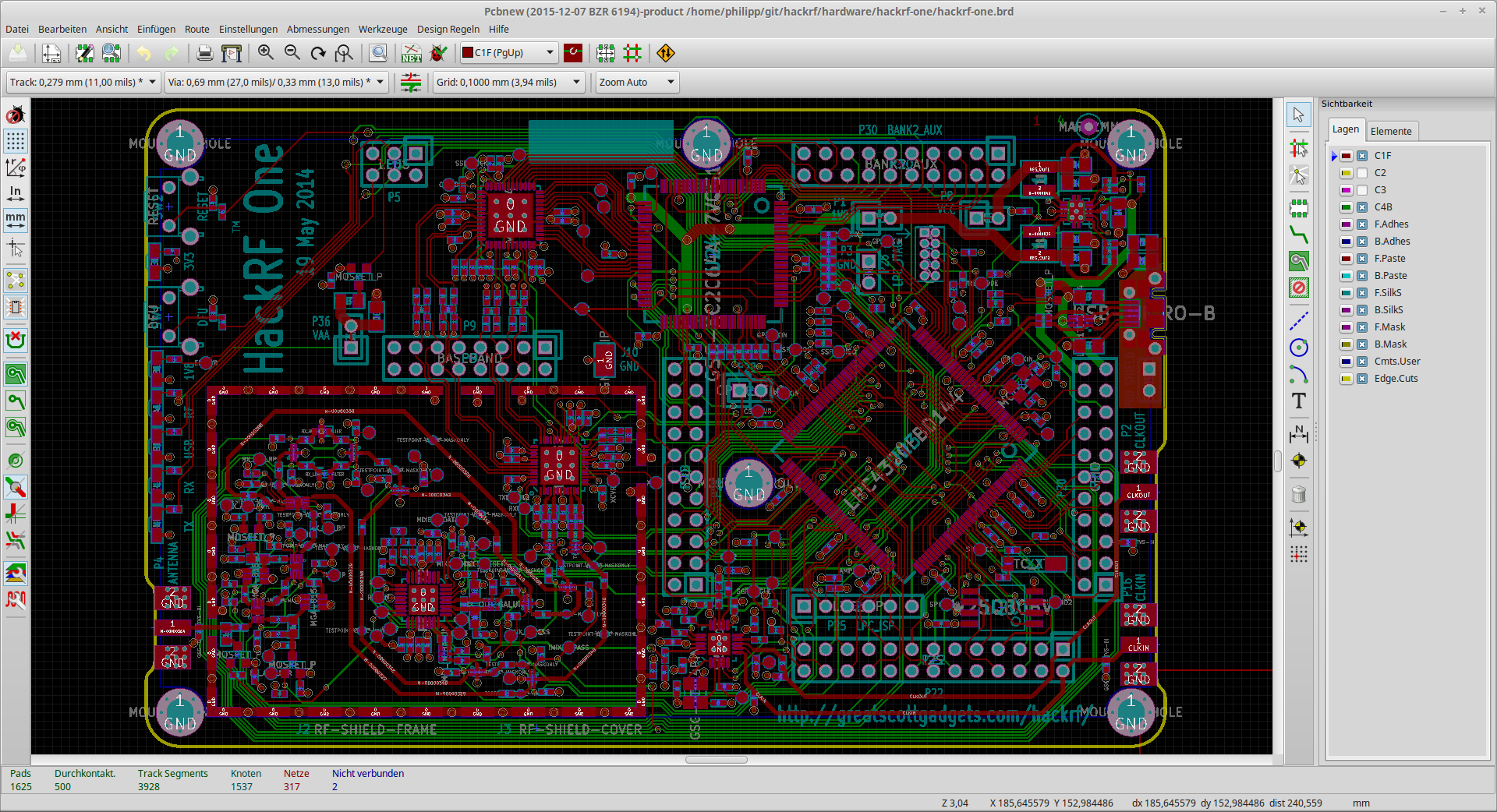
Fig.1 Editor de PCB a partir del qual es generen els arxius en format Gerber

## Gerber RS-274-D
- Va ser la primera versió i ara ja és obsoleta[5]
- S'adaptava a les primeres generacions de fotoploters
- Té les primitives bàsiques de dibuix : pintar pistes (unions entre apertures) i apertures (punts on es solden les potes dels components electrònics)

## Gerber RS-274-X
- Representa una gran extensió de l'anterior format RS-274-D.[6]
- Defineix comandes i estructures de dades complexes per a poder definir les diferents capes de la PCB.

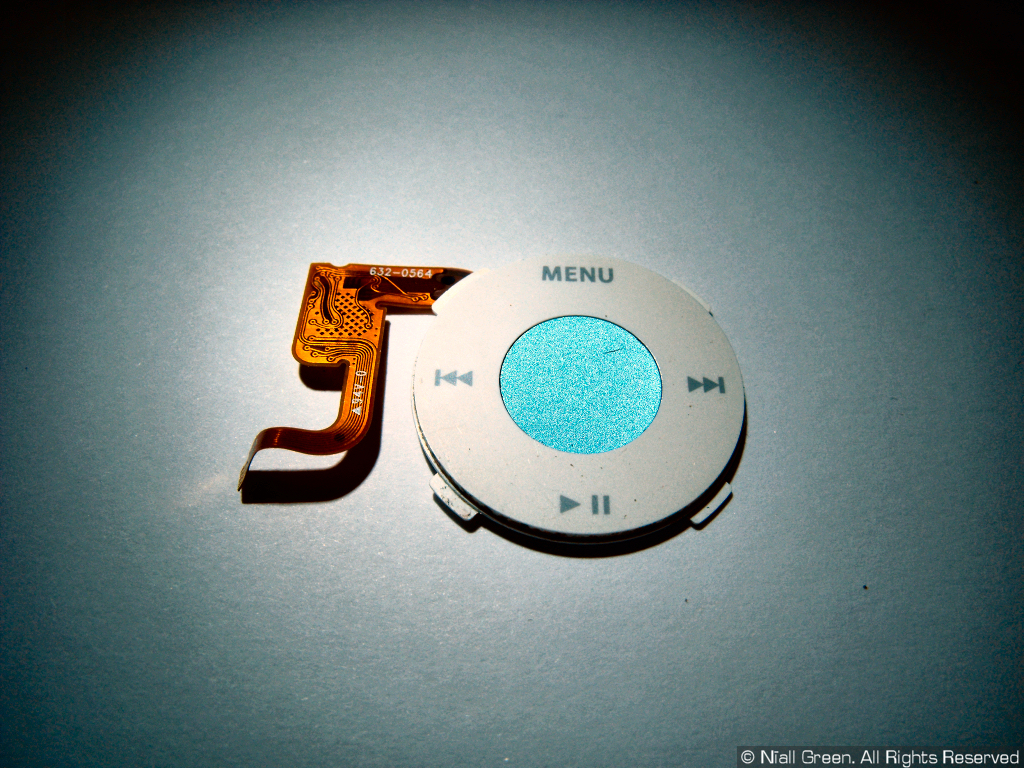
Fig.2 PCB flexible a la part esquerra del botó

- Fig.2 PCB flexible a la part esquerra del botóUn sol arxiu és suficient per a definir cada capa de la PCB.

## Gerber X2
- És compatible amb l'anterior RS-274-X.
- Gerber X2 va un pas més enllà dels aspectes gràfics i defineix la funcionalitat de cada element (pista, pad, via) i connexions entre components.
- També permet definir el tipus de PCB rígida, flexible i Rigi-Flex (vegeu Fig.2).